# Cerny-en-Laonnois
Cerny-en-Laonnois – miejscowość i gmina we Francji, w regionie Hauts-de-France, w departamencie Aisne.
Według danych na styczeń 2014 roku gminę zamieszkiwały 74 osoby, a gęstość zaludnienia wynosiła 10,2 osób/km².